# Pericoma claviatum
Pericoma claviatum és una espècie d'insecte dípter pertanyent a la família dels psicòdids que es troba a Nova Zelanda.